# توماس أغيري
توماس أغيري (من مواليد 28 أبريل 1994) هو لاعب كرة قدم غاني محترف، يلعب كلاعب خط وسط في "KTP" في "Ykkönen".